# Wilhelm Apel (Politiker, 1873)
Wilhelm Apel (* 14. Februar 1873 in Frankenhausen; † 16. November 1960 in Frankfurt am Main) war ein deutscher Politiker (SPD) und Landrat des Main-Taunus-Kreises.

## Ausbildung und Beruf
Wilhelm Apel war von Beruf Zigarrenmacher und arbeitete in Frankenhausen. Von 1906 bis 1910 arbeitete er als Redakteur der Nordhäuser Volkszeitung. In der Zeit des Nationalsozialismus arbeitete er als selbstständiger Unternehmer und später als Angestellter in Frankfurt am Main.

## Politik
Apel war schon mit 18 Mitglied der SPD und arbeitete ab 1910 als Parteisekretär der Partei in Erfurt.
1920 wurde er zum Landrat im preußischen Kreis Schleusingen ernannt und nahm dieses Amt ab 1921 wahr. Am 22. April 1926 trat er sein Amt als Landrat im Landkreis Höchst an. Als der Landkreis Höchst 1928 in den Main-Taunus-Kreis überging, wurde er dessen erster Landrat.
1930 bis 1933 gehörte er für den Main-Taunus-Kreis und die SPD dem Nassauischen Kommunallandtag an.
In Preußen war der Landrat auch der Chef der Polizei im Landkreis und saß damit an einer wichtigen Schaltstelle. Apel hatte in den vorhergehenden Jahren mit den ihm zur Verfügung stehenden gesetzlichen Mitteln versucht, den Erfolg der Nationalsozialisten im Main-Taunus-Kreis zu verhindern. Nach der Machtergreifung der Nazis wurde Apel am 13. Februar 1933 auf Befehl von Hermann Göring als Landrat abgesetzt. Apel wurde nach seiner Amtsenthebung mehrfach verhaftet und verhört.
Kurz vor Ende des Zweiten Weltkriegs zog Apel nach Thüringen. Dort setzte ihn die Sowjetische Besatzungsmacht 1945 als Bürgermeister von Zella-Mehlis ein. Als Gegner der Zwangsvereinigung von KPD und SPD zur SED floh er allerdings schon im Herbst 1945 zurück nach Frankfurt, wo er bis zu seinem Tode lebte.

## Familie
Wilhelm Apel war der Sohn des Zigarrenmachers Ernst Franz Theodor Apel (* 12. November 1852 in Nordhausen; † 16. September 1925 ebenda). Apel, der evangelischer Konfession war, war in erster Ehe mit der Tochter des Zimmermann August Friedrich Wilhelm Kühlewindt (Vorname ist unbekannt) (16. April 1873 in Nordhausen; † 15. Februar 1904 in Ellrich) verheiratet. Aus dieser Ehe ging der Sohn, Paul (1896–1965) hervor. In zweiter Ehe heiratete er Selma geborene Genzel (16. Oktober 1875 in Berlin; † 1961 in Frankfurt-Höchst). Aus dieser Ehe ging der Sohn Wilhelm jr. (1909–1969) hervor. Beide Söhne waren ebenfalls in der SPD aktiv.
1953 wurde Apel mit dem Verdienstkreuz der Bundesrepublik Deutschland ausgezeichnet, überreicht von seinem Sohn Wilhelm, der inzwischen Bevollmächtigter des Landes Hessen beim Bund geworden war.